# 禅林乡
禅林乡，是中华人民共和国四川省广元市苍溪县曾经下辖的一个乡。2020年5月，撤销禅林乡，将其所属行政区域划归东青镇管辖。

## 行政区划
禅林乡撤销前下辖以下地区：
卧云村、大碧村、浴水村、青山观村、武陵村、潜力村、鹤鸣村、松林村、铃旗村、明阳村和苍红村。